# Куюк (Сабинский район)
Куюк (тат. Көек) — деревня в Сабинском районе Республики Татарстан, в составе Тимершикского сельского поселения.

## География
Деревня находится на реке Меша, в 9 км к северо-западу от районного центра — посёлка городского типа Богатые Сабы.

## Население
| 1782 | 1859 | 1897 | 1908 | 1920 | 1926 | 1938 | 1949 | 1970 | 1979 | 1989 | 2002 | 2010 | 2020 |
| ---- | ---- | ---- | ---- | ---- | ---- | ---- | ---- | ---- | ---- | ---- | ---- | ---- | ---- |
| 138  | 315  | 537  | 635  | 511  | 507  | 446  | 288  | 244  | 222  | 141  | 143  | 134  | 128  |

Национальный состав села — татары (98%).

## Экономика
С 2011 года действует крестьянское (фермерское) хозяйство.

## Инфраструктура
В деревне действуют клуб.

## Религия
Мечеть «Шэехразый» (с 1995 г.).